# Кузуб, Павел Степанович
Павел Степанович (Стефанович) Кузуб (1924, станица Петровская, Славянский район, Кубанский округ, Юго-Восточная область, РСФСР, СССР — 9 октября 1943, Куцеволовка) — советский военный, участник Великой Отечественной войны, разведчик 106-й отдельной гвардейской разведывательной роты (110-я гвардейская стрелковая дивизия, 37-я армия, Степной фронт), гвардии сержант. Закрыл своим телом амбразуру пулемёта.

## Биография
Родился в 1924 году в станице Петровская в крестьянской семье Стефана Андреевича и Марии Ефимовны Кузуб. Окончил 5 классов школы № 29, затем работал в колхозе.
В июле 1942 года Черноерковским военкоматом был призван в РККА, с августа 1942 года, будучи гвардии красноармейцем, разведчиком разведывательной роты 5-й гвардейской стрелковой бригады, участвовал в боях под Моздоком, на Туапсинском направлении, Новороссийском. Был ранен. Отличился в боях 4 мая 1943 года, когда забросал гранатами пулемётную точку и 30 июня 1943 года, когда в составе разведгруппы по захвату «языка» также забросал гранатами траншею противника и вынес от траншей на себе тяжело раненного помощника командира взвода. Был награждён медалью «За отвагу».
27 сентября 1943 года 37-я армия, в которую входила 110-я гвардейская стрелковая дивизия, начала бои на Днепре, юго-восточнее Кременчуга, в районе Келеберда — Дериевка. Сначала бои велись на левом берегу, в октябре 1943 года противник был вытеснен на правый берег и там был захвачен плацдарм.
Особенно тяжёлые бои разгорелись за высоту 177 близ села Куцеволовка, которая переходила из рук в руки. 9 октября 1943 года во время очередного штурма высоты, разведроте была поставлена задача скрытного выхода в тыл обороняющемуся противнику и содействия штурму огнём с тыла. Во время штурма сержант Павел Кузуб первым достиг траншей противника, уничтожил 5 солдат. Продвижению советских войск мешал пулемёт, ведущий фланкирующий огонь. Подобравшись к пулемёту, открыл по нему огонь из своего автомата, а когда закончились боеприпасы, закрыл пулемёт своим телом.
Был похоронен на юго-восточном скате высоты 177.
Из наградного листа на П. С. Кузуба: 

«В боях с немецкими оккупантами в районе Куцеволовки Кировоградской области при наступлении на высоту 177,0 9.10.43 г. первым достиг немецких окопов, уничтожив огнем из автомата и в рукопашной схватке 5 гитлеровцев. Заметив, что продвижению подразделения препятствует станковый пулемет противника, ведущий фланкирующий огонь, гв. сержант Кузуб решил вывести из строя эту огневую точку, ведя огонь из автомата по расчету. Когда у него вышли все патроны, он в порыве гнева и ненависти к врагам бросился грудью на дуло вражеского пулемета и своим телом заставил замолчать его.
Пожертвовав собой, т. Кузуб спас жизнь десяткам товарищей и обеспечил продвижение подразделения.
Достоин награждения орденом Отечественной войны 1-й степени.
Командир 106 огрр
гв.ст.л-нт В.Чуев

20 октября 1943 г.»— 
Указом Президиума Верховного Совета СССР «О присвоении звания Героя Советского Союза офицерскому, сержантскому и рядовому составу Красной Армии» от 22 февраля 1944 года за «образцовое выполнение боевых заданий командования при форсировании реки Днепр, развитие боевых успехов на правом берегу реки и проявленные при этом отвагу и геройство» удостоен посмертно звания Героя Советского Союза.

## Память
- Имя Героя увековечено на мемориальной арке в Краснодаре.
- Имя Героя высечено золотыми буквами в зале Славы Центрального музея Великой Отечественной войны в Парке Победы города Москвы.
- На могиле героя установлен надгробный памятник.
- Бюст героя установлен у школы № 29 в станице Петровская. Пионерская дружина школы носила его имя[7].